# Рибаков Олександр Михайлович
Рибаков Олександр Михайлович (нар. 3 січня 1961, Красноярськ) — депутат Нікопольської міської ради, колишній член Партії регіонів.[неавторитетне джерело]

## Життєпис
У 1993—1998 роках навчався у Далекосхідній академії фізичної культури і спорту (Хабаровськ), у 1998—2003 роках — у Харківському педагогічному університеті.
Кандидат на посаду міського голови Нікополя на виборах 2015 року, набрав 6,2 % голосів. До міськради обирався від партії «Громадська сила», проте у раді вважається позафракційним.
З 8 листопада 2010 року — депутат міськради Нікополя.
31 січня 2018 року ЗМІ повідомляли, що під час парковки Олександром власного автомобіля невідомий кинув у бік Рибакова дві гранати — Ф-1 та РГД, внаслідок чого останній отримав поранення ноги.
4 травня 2018 року на засіданні ради вчинив стрілянину. Члени Правого сектору облили Рибакова невідомою рідиною. Експертиза показала наявність кислоти. Внаслідок нападу депутат отримав хімічні опіки. Мера Нікополя Андрія Фісака облили зеленкою. Після цього Рибаков двічі вистрілив: один раз у стелю, другий — у бік активістів.
У лютому 2023 року склав депутатський мандат за власним бажанням.

## Сім'я
- Рибакова Валерія Віталіївна — суддя у відставці Нікопольського міськрайонного суду Дніпропетровської області[9][10]
- прийомний син — Білий Віталій Євгенович[10].

## Нагороди та звання
- майстер спорту СРСР[11]
- медаль «За особливі заслуги в розвитку Дніпропетровської області»[джерело?].